# Sokołówka (rejon złoczowski)
Sokołówka (ukr. Соколівка) – wieś, dawniej miasteczko, w rejonie złoczowskim (do 2020 roku w rejonie buskim) obwodu lwowskiego Ukrainy. Za II Rzeczypospolitej Sokołówka była siedzibą wiejskiej gminy Sokołówka w powiecie złoczowskim w województwie tarnopolskim. W 1921 roku liczyła 2569 mieszkańców. Obecnie liczy 739 mieszkańców.

## Położenie
Na podstawie Słownika geograficznego Królestwa Polskiego i innych krajów słowiańskich to: miasteczko w powiecie złoczowskim, położone 30 km na północny-zachód od Złoczowa, 12 km od sądu w Olesku, 8 km od stacji kolejowej i telegrafu w Ożydowie.

## Historia
16 lutego 1665 roku zmarł tu Stefan Czarniecki, polski dowódca wojskowy. 
W 1931 r. w Sokołówce urodziła się Jadwiga Rudnicka – polska polityk i działaczka społeczna, posłanka na Sejm I kadencji, senator VI kadencji. 
W latach 1943–1944 nacjonaliści ukraińscy z OUN-UPA zamordowali tutaj 27 Polaków, w tym inżyniera Romana Bukowskiego i ks. Jana Wiszniewskiego.